# Twisted Sister
 (janvier 2019).
 (juillet 2024).
Si vous disposez d'ouvrages ou d'articles de référence ou si vous connaissez des sites web de qualité traitant du thème abordé ici, merci de compléter l'article en donnant les références utiles à sa vérifiabilité et en les liant à la section « Notes et références ».

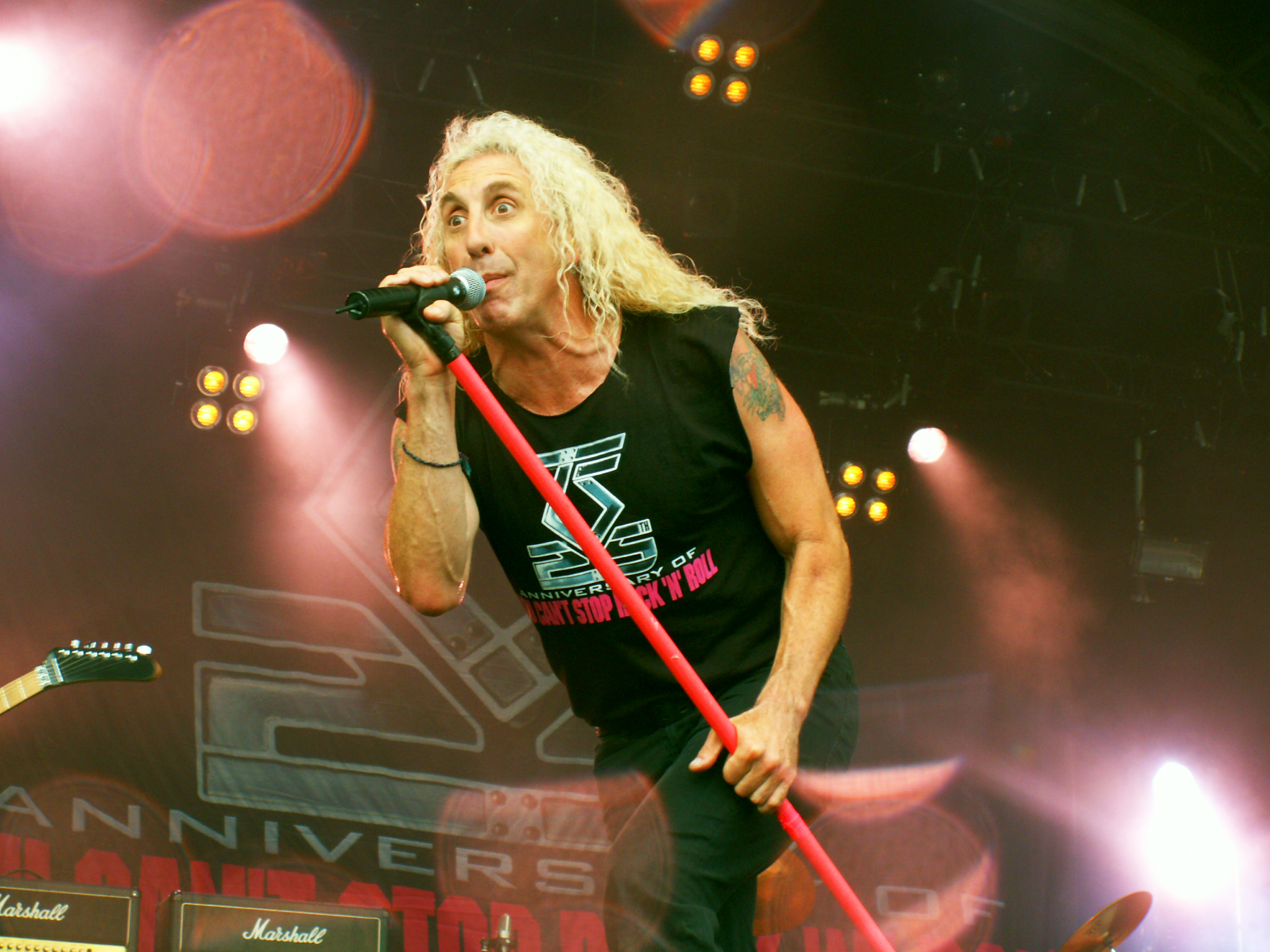
Twisted Sister - Nijmegen 2008

Twisted Sister est un groupe américain de rock (glam), originaire de Long Island, à New York. Il est surtout connu pour ses titres We're Not Gonna Take It et I Wanna Rock. 
Le groupe enregistre son premier album-démo, Ruff Cutts, en 1982, pour le label Secret Records. La formation classique du groupe est achevée en 1982 avec Dee Snider (chant), Jay Jay French (guitare), Eddie « Fingers » Ojeda (guitare), Mark « The Animal » Mendoza (basse) et A. J. Pero (batterie). Il enregistre quatre de ses cinq premiers albums. 
Le groupe se sépare en 1989 en raison d'une baisse de popularité. Il se reforme en 2003 et sort deux albums. Après la mort de Pero (batterie) en 2015, le groupe se sépare définitivement en 2016, après une tournée d'adieux.

## Biographie

### Débuts (1972–1981)

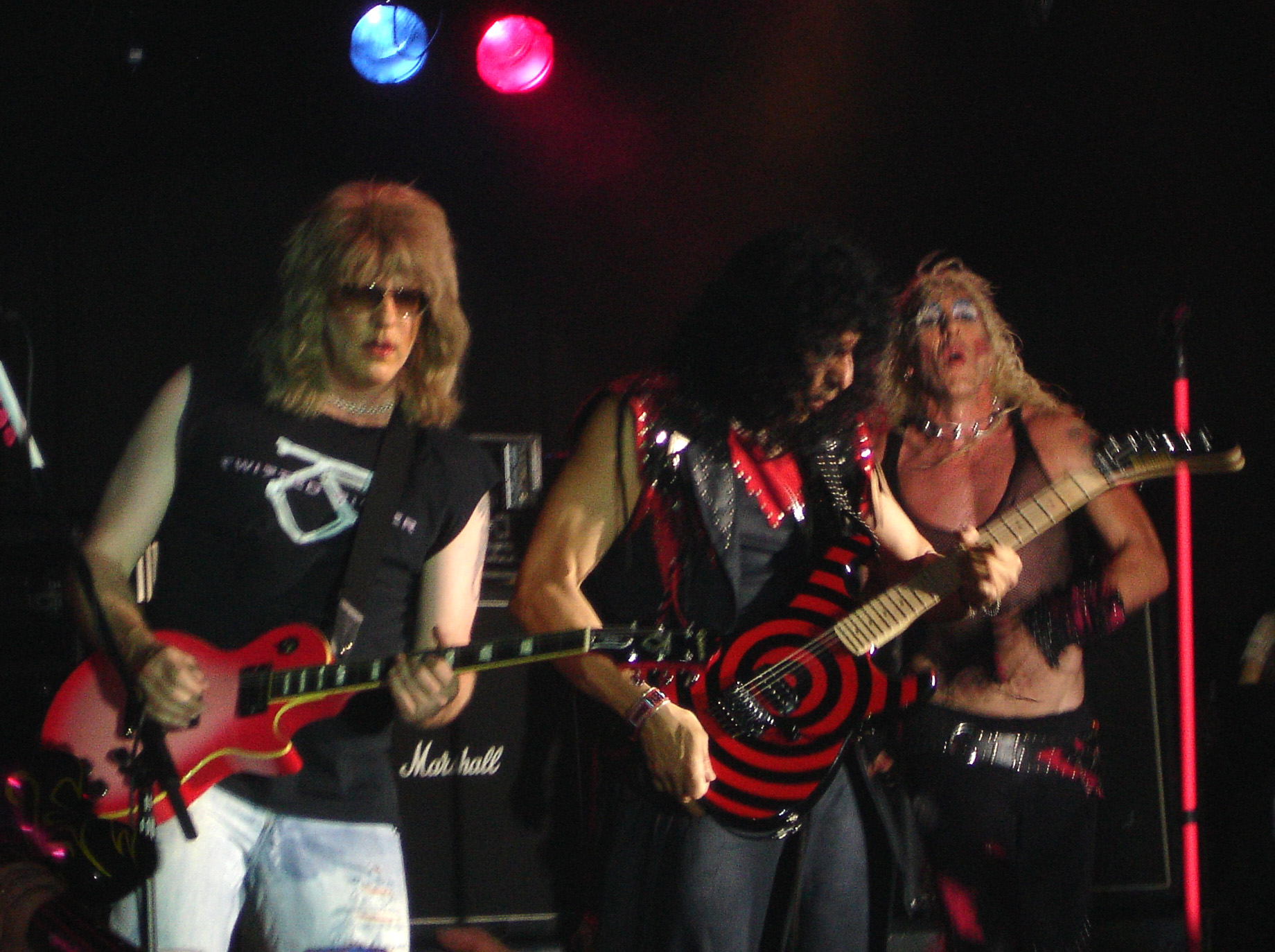
Twisted Sister, à Manchester, Royaume-Uni, en 2006.

Fondé en décembre 1972, à Long Island, à New York par le guitariste Jay Jay French, Twisted Sister est un groupe de glam rock influencé par Alice Cooper, Kiss et les New York Dolls.  
Le groupe s'oriente ensuite vers le heavy metal, à la fin des années 1970, avec l’arrivée de Dee Snider et d’autres musiciens. L’histoire du groupe démarre lorsque Eddie Ojeda décide de nommer le groupe Silverstar, puis passe une audition avec Wicked Lester, le futur Kiss. Ojeda préfère néanmoins rester dans le groupe Silverstar et, à la suggestion du chanteur Michael Valentine, le groupe se renomme Twisted Sister. 
En 1973, Twisted Sister est composé de Eddie et Billy Diamond aux guitares, Michael Valentine au chant, Kenny Neill à la basse et de Mell Starr à la batterie. En 1975, Eddie Fingers, un ami de French, rejoint le groupe en tant que guitariste et second chanteur. Kevin John Grace remplace le batteur Mell Starr. Le groupe s’oriente vers le glam rock, influencé par David Bowie, Slade, Mott the Hoople, Humble Pie et les New York Dolls. Twisted Sister se produit alors dans de petits clubs de New York.
En 1976, Dee Snider intègre le groupe comme chanteur principal et parolier. Après avoir remplacé le batteur Kevin John Grace par Tony Petri, Twisted Sister prend une direction musicale beaucoup plus heavy, influencée par des groupes tels que Motörhead, Alice Cooper et Black Sabbath. Avec l’arrivée de Dee Snider, le groupe commence à établir sa réputation au niveau local.  
Un fan club, dénommé S.M.F.F.O.T.S. (Sick Motherfucking Friends of Twisted Sister), se crée. Quelques années plus tard, le nom du fan-club change pour S.M.F (Sick Mother Fuckers) - nom qui deviendra un titre du groupe en 1984.  
Le groupe peine à trouver un label. Twisted Sister décide donc d’enregistrer et de produire, en 1979, le single I'll Never Grow Up Now / Under the Blade, en créant le label Twisted Sister Records. L’année suivante, le groupe publie un deuxième single, Bad Boys (of Rock & Roll) / Lady's Boy. Les deux singles ont été produits par le légendaire Eddie Kramer (Led Zeppelin, Kiss, Jimi Hendrix, The Beatles, The Rolling Stones, David Bowie). Twisted Sister rencontre des difficultés avec les changements de line-up : en octobre 1978, le bassiste Kenny Neill est remplacé par Mark Mendoza. Le batteur Tony Petri quitte le groupe en décembre 1980 pour rejoindre "Les Plasmatics". Il est remplacé par Ritchie Teeter, puis l'année suivante par Joey Brighton, puis encore l'année d'après par A.J. Pero. 
En 1982, le groupe tient son premier line-up stable composé de Dee Snider, Jay Jay French, Eddie Ojeda, Mark Mendoza et A.J. Pero. Cette composition enregistrera les 4 premiers albums de Twisted Sister.

### Premiers albums et succès (1982–1984)

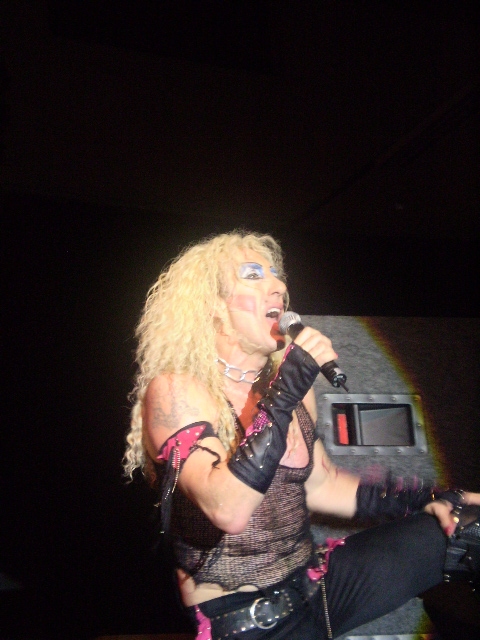
Dee Snider, chanteur de Twisted Sister.

En avril 1982, Twisted Sister signe chez Secret Records, un label britannique de punk, et sort en juin l’EP Ruff Cuts, suivi par le premier album du groupe, Under the Blade. Malgré la mauvaise qualité sonore du disque, celui-ci rencontre un vif succès dans l’Underground britannique. Le groupe se fait une renommée et joue en première partie de Motörhead. 
Twisted Sister se fait également remarquer par son look : les musiciens jouent sur une image très féminine, des costumes de couleurs flashy, des maquillages colorés et grotesques à la Kiss. Dee Snider déclarera même : « Je ne pense pas que Twisted Sister soit « glam » car ça voudrait dire que nous sommes glamour, et nous ne le sommes pas. » Nous devrions être appelés « hid » parce que nous sommes hideux . »
Le label de Twisted disparaît et Atlantic Records signe le groupe pour produire les albums suivants. En juin 1983, Twisted Sister sort son deuxième album You Can't Stop Rock 'n Roll. Le clip éponyme sort la même année, premier d’une série qui forgera l’image de Twisted Sister.
En 1984, le groupe obtient une renommée internationale avec l’album Stay Hungry, sorti le 10 mai. Ce disque est bien accueilli par le public et la presse spécialisée,,, et Metallica assure la première partie des concerts de Twisted Sister. L'album Stay Hungry dépasse les deux millions d’exemplaires durant l’été 1985. Les clips We're Not Gonna Take It et I Wanna Rock sont diffusés en boucle sur MTV. 
Twisted Sister fait une apparition dans le film Pee Wee's Big Adventure, réalisé par Tim Burton, où le héros perturbe le tournage d'un clip du groupe. Le titre composé pour l'occasion, Burn In Hell, sort sur le label Warner Bros, et bien que ce soit à la base une comédie, le clip provoque un scandale chez un grand nombre de parents et d’enseignants[réf. nécessaire]. Twisted Sister est alors la cible des organisations conservatrices[réf. nécessaire]. Dee Snider doit défendre le groupe devant le Sénat américain le 19 septembre 1985, se faisant accueillir sous le nom de « Monsieur Sister ».

### Déclin progressif (1985–1988)
Le 9 novembre 1985, Twisted Sister enregistre son quatrième opus Come Out and Play, qui n’obtient pas le même succès que le précédent. L’album reste néanmoins un succès et est certifié disque d’or. L'introduction du titre d'ouverture, Come Out and Play, qui donne son nom à l'album, est un hommage au film Les Guerriers de la nuit de Walter Hill, sorti en 1979. Le titre fait référence à la scène où Luther, le leader des Rogues, nargue les Warriors en faisant du bruit avec des bouteilles de verre au bout des doigts en susurrant, "Warriors, come out to play !!!". Dee Snider s'inspire de cette scène en la transformant : "Twisted Sister...Come Out and play !!!"
La tournée promotionnelle qui suit est perturbée par un manque de personnel, entraînant l’annulation de plusieurs concerts. À la suite de la tournée, A.J. Pero quitte le groupe et se fait remplacer par Joey « Seven » Franco. En 1987, le groupe enregistre l’album Love Is For Suckers, (initialement un projet d'album solo de Dee Snider), qui s'avère un échec commercial. D'une part, la nouvelle production a donné à l’album un son beaucoup plus pop, qui ne fait pas l'unanimité du public. D'autre part, les membres du groupe ont abandonné leur maquillage, ce qui irrite Dee Snider. Celui-ci quitte la formation en octobre 1987, la fin du groupe est annoncée officiellement en 1988[réf. souhaitée].

### Période de séparation (1989–1999)
En 1992, le label Atlantic Records sort une compilation live Big Hits and Nasty Cuts qui retrace la période Under the Blade. Un autre live de l’époque de Stay Hungry, Live at Hammersmith, sort en 1994 chez CMC International. En 1999, Spitfire Records publie Club Daze Volume 1: The Studio Sessions, un album de démos inédites enregistrées avant 1982.

### Reformation et nouvelles activités (2000–2014)

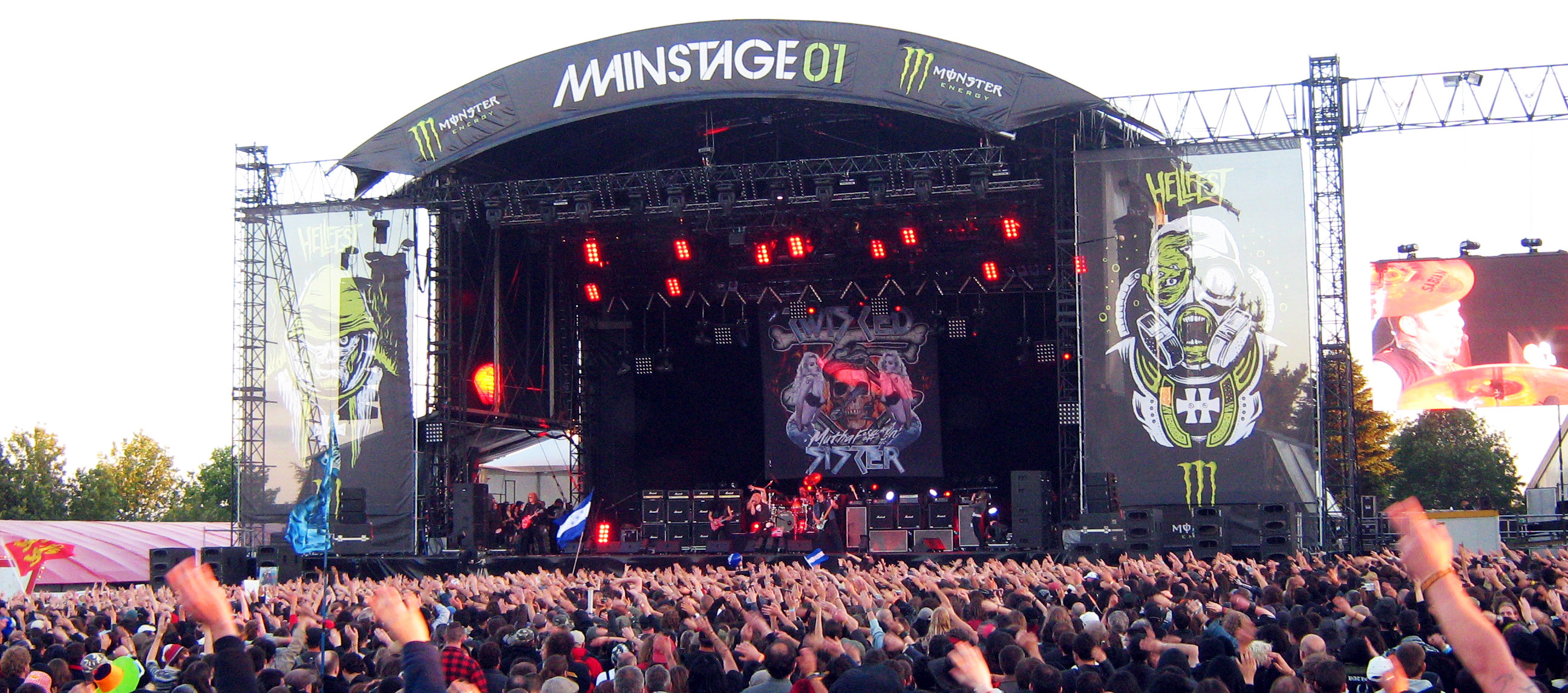
Twisted Sister au Hellfest 2010

En novembre 2001, deux mois après les attentats du 11 septembre 2001, Twisted Sister se réunit pour donner un concert avec d'autres groupes, Anthrax, Overkill, afin de récolter des fonds pour différentes associations. Après quatorze ans d’absence, leur concert est un succès. Les membres du groupe envisagent de reprendre l’histoire de Twisted Sister. La compilation Essentials sort en 2002, chez Atlantic Records. En 2003, Twisted Sister joue au Sweden Rock Festival, puis au Wacken Open Air. En 2004, le groupe retourne en studio réenregistrer l’album Stay Hungry. La nouvelle version s’appelle Still hungry et comporte sept titres bonus. En 2006, Twisted Sister signe sur le label Razor And Tie et sort l’album A Twisted Christmas qui rencontre un énorme succès. La même année, Twisted Sister joue aux côtés de Scorpions au Festival d'été de Québec devant près de 80 000 personnes.

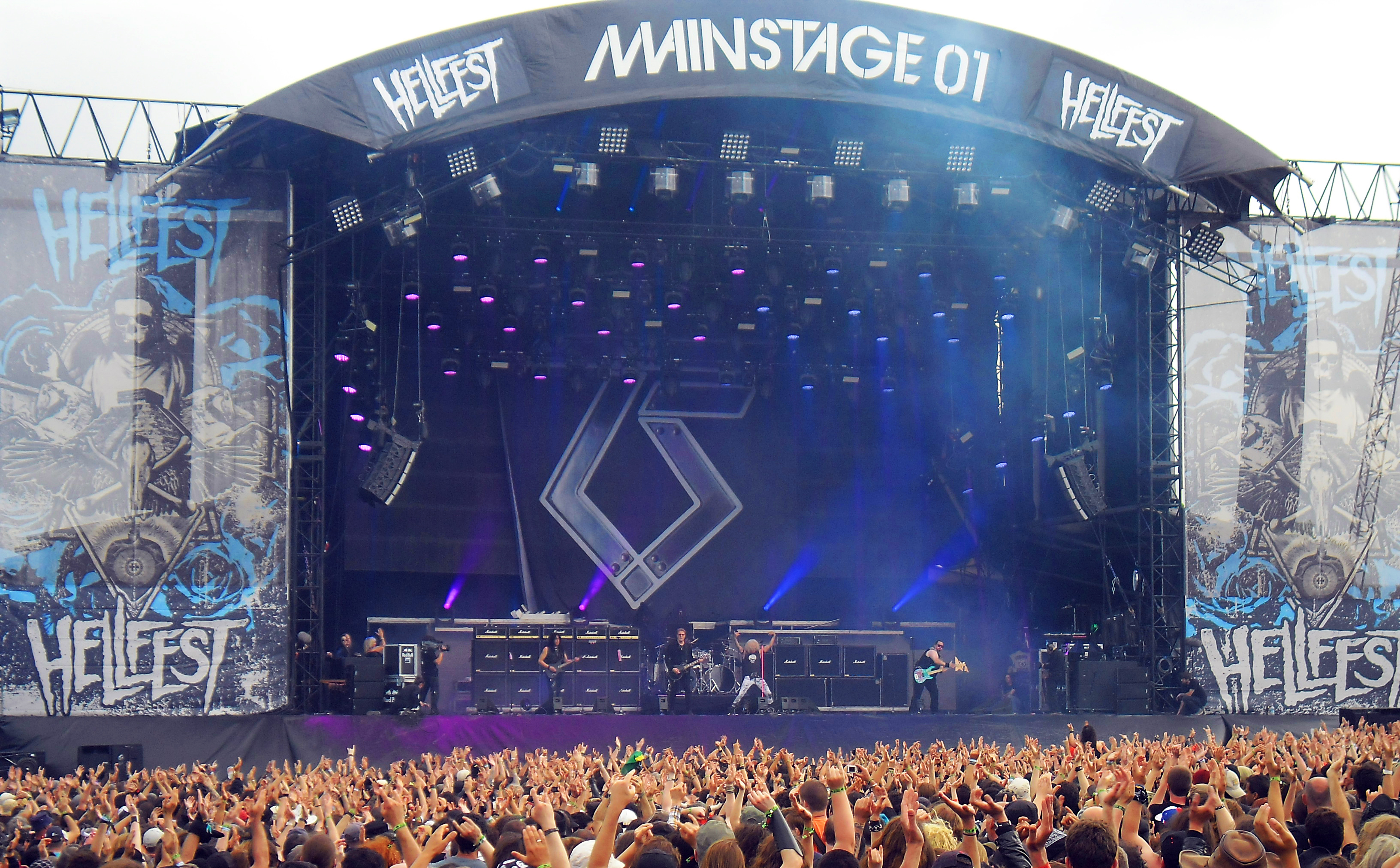
Twisted Sister au Hellfest 2013

Depuis leur formation officielle en 2003, Twisted Sister donne quelques concerts chaque année, le plus souvent dans le cadre de festivals.  
En 2010, la discographie des Twisted Sisters chez Atlantic Records est rééditée avec un DVD bonus d'un concert. Le groupe se produit cette même année en France, lors d'un concert en compagnie de Motörhead au Festival Freewheel de Courpière dans le Puy-de-Dôme. Le 8 juin 2012, Twisted Sister joue devant 50 000 personnes au Sweden Rock, en Suède. En septembre 2012, le groupe annonce la sortie du DVD A Twisted Xmas - Live In Las Vegas. Le groupe participe ensuite au festival Hellfest, à Clisson en Loire-Atlantique, le vendredi le 21 juin 2013. En mai 2014, Twisted Sister organise une tournée pour le 30e anniversaire de leur album -Stay Hungry.

### Décès d'A.J. Pero et séparation (2015–2016)
Le batteur A.J. Pero meurt le 20 mars 2015, pendant une tournée d'Adrenaline Mob. Twisted Sister décide de donner une dernière série de concerts (dont l'édition 2016 du Hellfest et le festival Guitare en scène de Saint-Julien-en-Genevois) avec Mike Portnoy (Dream Theater, Adrenaline Mob), puis de mettre un terme à sa carrière, quarante ans après sa formation. Le groupe donne son dernier concert le 12 novembre 2016 à Monterrey.

## Membres

### Derniers membres
- Jay Jay French – guitare solo, guitare rythmique, chœurs (1972–1987, 1988, 1997, 2001, 2002, 2003–2016)
- Eddie « Fingers » Ojeda – guitare solo, guitare rythmique, chœurs (1975–1987, 1988, 1997, 2001, 2002, 2003–2016)
- Dee Snider – chant (1976–1987, 1988, 1997, 2001, 2002, 2003–2016)
- Mark « The Animal » Mendoza – guitare basse, chœurs (1978–1987, 1988, 1997, 2001, 2002, 2003–2016 ; remplacement en 1978)
- A. J. Pero – batterie, percussions, chœurs (1982–1986, 1997, 2001, 2002, 2003-2015)

## Discographie

### Albums studio
- 1982 : Under the Blade
- 1983 : You Can't Stop Rock 'n' Roll
- 1984 : Stay Hungry
- 1985 : Come Out and Play
- 1987 : Love Is for Suckers
- 2004 : Still Hungry
- 2006 : A Twisted Christmas

### Albums live
- 1994 : Live at Hammersmith
- 1999 : Club Daze Volume 1: The Studio Sessions
- 2001 : Club Daze Volume 2: Live in the Bars
- 2005 : Live at Wacken
- 2008 : Live at the Astoria
- 2011 : Live at the Marquee Club

### Compilations
- 1992 : Big Hits and Nasty Cuts
- 1999 : We're Not Gonna Take It (album)
- 2002 : The Essentials (Twisted Sister)
- 2003 : We're Not Gonna Take It and Other Hits
- 2005 : The Best of Twisted Sister
- 2009 : Stay Hungry 25th Anniversary Edition

### EP
- 1982 : Ruff Cuts
- 1983 : I Am (I'm Me)
- 1983 : The Kids are Back
- 1983 : You Can't Stop Rock n'Roll
- 1984 : We're Not Gonna Take It
- 1984 : I Wanna Rock
- 1985 : Leader of the Pack
- 1986 : You Want What we Got

### Singles
- 1979 : I'll Never Grow Up, Now! / Under The Blade
- 1980 : Bad Boys (of Rock n' Roll) / Lady's Boy
- 1983 : I Am (I'm Me) / Sin After Sin (Live)
- 1983 : The Kids Are Back / Shoot 'em Down (Live)
- 1984 : You Can't Stop Rock'n'Roll / Let The Good Times Roll/Feel So Fine (Live)
- 1984 : We're not Gonna Take It / The Kids are Back (Live)
- 1984 : We're not Gonna Take It / You Can't Stop Rock'n'Roll
- 1984 : I Wanna Rock / Burn in Hell (Live)
- 1984 : I Wanna Rock / The Kids are Back
- 1985 : The Price / S.M.F.
- 1985 : Leader of the Pack / I Wanna Rock (Video Introduction
- 1985 : King of the Fools (Edit) / Come Out and Play
- 1986 : Be Chrool to your Scuel / Stay Hungry
- 1986 : You Want What we Got / Shoot 'em Down
- 1986 : You Want What we Got / Stay Hungry
- 1987 : Hot Love / Tonight

## Clip vidéo
- You Can't Stop Rock'n'Roll (1983)
- We're not Gonna Take It (1984)
- I Wanna Rock (1985)
- The Price (1985)
- Leader of the Pack (1985)
- Be Cruel to Your School (1986)
- Hot Love (1987)
- Oh Come all Ye Faithful (2006)
- Silver Bells (2007)
- I'll Be Home for Christmas (2008)
- 30 (2009)
- I Saw Mommy Kissing Santa Claus (2009)